# دورة ألعاب الكومنولث 2022
دورة ألعاب الكومنولث 2022 (بالإنجليزية: 2022 Commonwealth Games)‏ هي الدورة 22 من ألعاب الكومنولث، ستقام خلال الفترة من 28 يوليو 2022 وحتى 8 أغسطس 2022، ويشرف على تنظيمها لجنة برمنغهام المنظمة لألعاب الكومنولث لعام 2022 المحدودة.